# Baugnies
Pour l’article ayant un titre homophone, voir Bogny.
Ne doit pas être confondu avec Bougnies.
Baugnies (signification : propriété de ceux de Bado) est une section de la ville belge de Péruwelz, située en Région wallonne dans la province de Hainaut.

## Toponymie

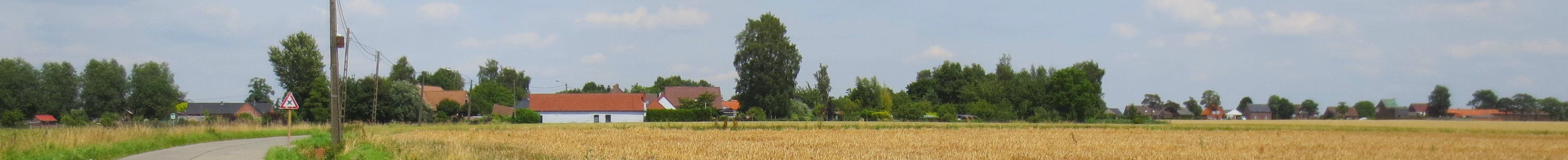
Baugnies.

## Évolution démographique
- Sources : INS, Rem. : 1831 jusqu'en 1970 = recensements, 1976 = nombre d'habitants au 31 décembre.

## Histoire

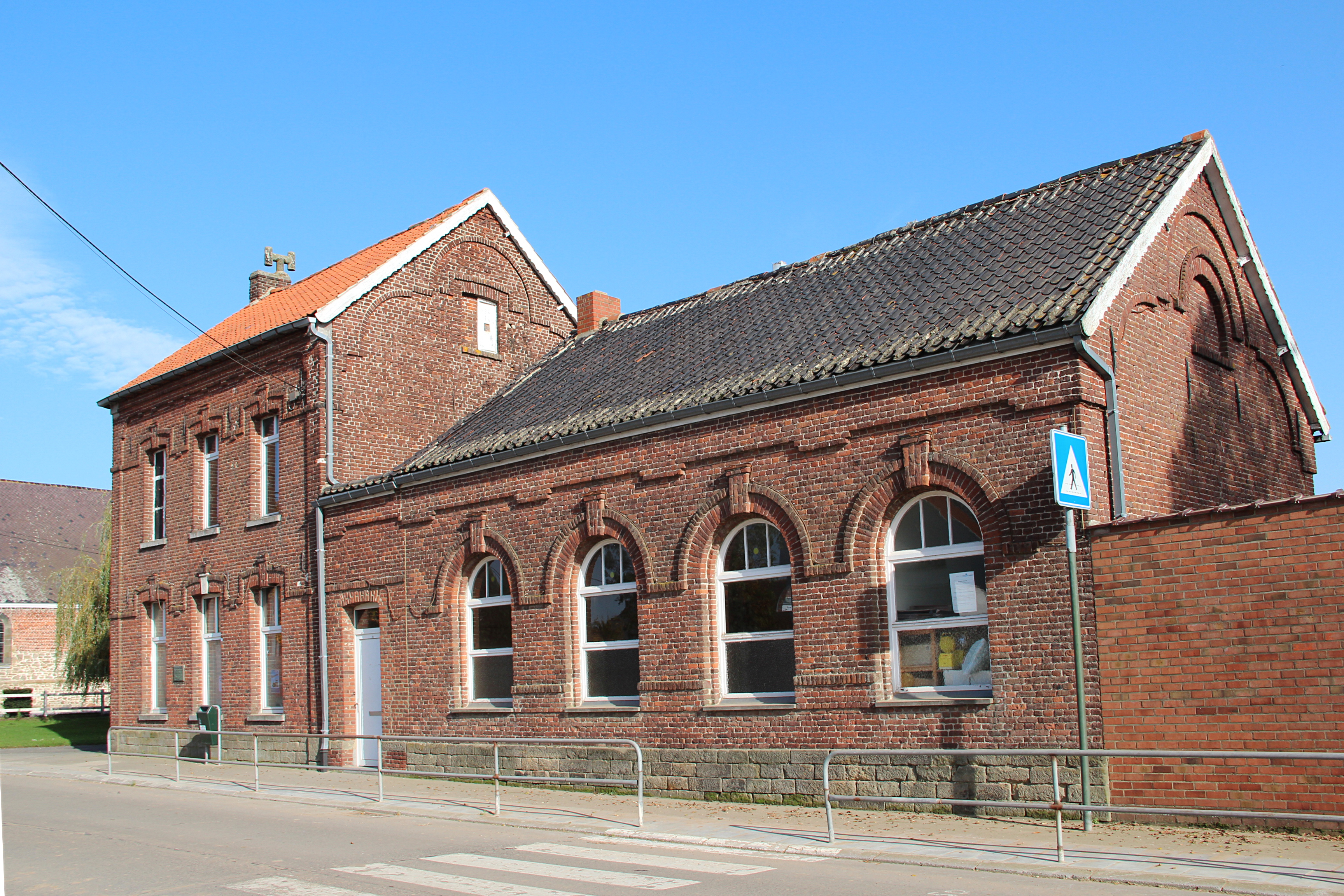
L'ancienne école primaire.

Bauvegnies est la plus ancienne mention actuellement retrouvée, elle figure dans un document de 1186.
En cette période, l'ancien diverticule gallo-romain reliant Tournai et Blicquy subsiste toujours. Désormais, il permet de joindre Mons et Tournai.
Lors du traité de Chambord (1669), Baugnies est détaché de la châtellenie d'Ath au profit du Tournaisis. Cela ne perdure pas très longtemps puisqu'au traité de Nimègue (1678), le village retrouve son statut d'antan.
À la fin du XVIIIe siècle, Baugnies se compose des hameaux de Wante, de Weaux et de Warinfosse. L'économie du village est basée sur la culture des céréales, des plantes fourragères, du colza, du lin. Les vergers sont aussi très présents : pommiers, poiriers et noyers. En outre, il possède deux moulins à vent.
Lors de la suppression de la commune de Briffoeil au XIXe siècle, le hameau de Ponenge est rattaché à Baugnies.

## Vie associative

### ASBL Baugnies Réveil
Le comité d'animations de l'ASBL Baugnies Réveil organise régulièrement des activités en vue de divertir les enfants de Baugnies et des villages avoisinants.